# Grieskirchen
Grieskirchen est une commune autrichienne du district de Grieskirchen en Haute-Autriche.

## Personnalités
- Evelyn Kreinecker (1971 - ), peintre, y naquit.